# Pierre-Valentin Faydit
Pour les articles homonymes, voir Faydit.
L'abbé Pierre-Valentin Faydit, né à Riom vers 1640, mort le 17 octobre 1709, écrivain français.

## Biographie
Il entra chez les Oratoriens et fut forcé d'en sortir pour avoir écrit en faveur de René Descartes. Il fit quelque bruit en dénigrant de grands noms, souleva les théologiens par ses paradoxes sur la Trinité, qui le firent enfermer à Saint-Lazare, et mit dans toutes ses attaques une violence et un cynisme qui le décréditèrent.
Voltaire le critique notamment dans l'Ingénu (1767). Ce dernier, lorsqu'il est emprisonné à la Bastille, se retrouve dans une cellule avec M. Gordon, qui le forme à la littérature et autres écrits. Et lors de leurs lectures, ils tombent sur des écrits de Faydit : 
« Le bonhomme avait quelques-uns de ces petits livres de critique, de ces brochures périodiques, où des hommes incapables de rien produire dénigrent les productions des autres, où les Visé insultent aux Racine, et les Faydit aux Fénelon. L'ingénu en parcourut quelques-uns. "Je les compare, disait-il, à certains moucherons qui vont déposer leurs œufs dans le derrière des plus beaux chevaux : Cela ne les empêche pas de courir." À peine les deux philosophes daignèrent-ils de jeter les yeux sur ces excréments de la littérature. »
— Voltaire, L'ingénu.
On a de lui : 
- De Mente humana juxta placita Neotericorum, 1671, ouvrage cartésien ;
- Remarques sur Virgile et sur Homère, 1705, assez estimé ;
- la Télémachomanie, 1700 (tome 1[2],[3]) et 1713 (tome 2 publié à titre posthume[4],[3])  qui contient une critique du chef-d'œuvre Les Aventures de Télémaque de Fénelon.

## Source
- Notices d'autorité :   - VIAF
  - ISNI
  - BnF (données)
  - IdRef
  - GND
  - Italie
  - Belgique
  - Pologne
  - Israël
  - NUKAT

Cet article comprend des extraits du Dictionnaire Bouillet. Il est possible de supprimer cette indication, si le texte reflète le savoir actuel sur ce thème, si les sources sont citées, s'il satisfait aux exigences linguistiques actuelles et s'il ne contient pas de propos qui vont à l'encontre des règles de neutralité de Wikipédia.